# Cristo y Rey
Cristo y Rey és una sèrie de televisió espanyola de drama romàntic i biogràfic, creada per Daniel Écija per a Antena 3 i Atresplayer Premium. És protagonitzada per Jaime Lorente i Belén Cuesta i produïda per la productora de Écija, Good Mood. Està prevista per a estrenar-se en Atresplayer Premium el 15 de gener de 2023, amb una estrena en Antena 3 previst en un futur pròxim.

## Trama
La sèrie se centra en la relació entre el domador Ángel Cristo (Jaime Lorente) i l'actriu i vedette Bárbara Rey (Belén Cuesta) a l'Espanya dels anys 1980.

## Repartiment

### Repartiment principal
- Jaime Lorente com Ángel Cristo
- Belén Cuesta com Bárbara Rey
- Adriana Torrebejano com Chelo García-Cortés
- Cristóbal Suárez com Joan Carles I d'Espanya
- Artur Busquets com Francisco Ontiveros “Payasito”
- José Milán com Guillermo Blasco

### Repartiment secundari
- Clara Alvarado com Rocío Dúrcal (Episodi 1 - Episodi 2)
- Belén Ponce de León com Margarita (Episodi 1 - Episodi 6)
- Chema Adeva com Cristóforo (Episodi 1 - Episodi 7)
- Secun de la Rosa com Richardi (Episodi 3 - Episodi 7)
- Vicente Vergará com Andrés
- Diana Peñalver com Salvadora
- Salomé Jiménez com Sofia de Grècia
- Denís Gómez com José María Iñigo
- Julián Ortega com Jesús Mariñas
- David Lorente com Paco Ostos
- Ana Carrasco com Hortensia
- Mirela Balic com Cata
- Antonio Buil com Mancuso
- Elvira Cuadrupani com Patri Veracruz
- Francisco Javier Pastor com Forzudo

### Repartiment episòdic
- Jesús Castro com Paquirri (Episodi 2)[1]
- Dani Muriel com Manolo Escobar (Episodi 2)
- Alan Miranda com Felip de Borbó i Grècia (Episodi 2)
- Elena González com Encarna Sánchez (Episodi 2)
- Nacho López com Luis (Episodi 4)
- Chani Martín com José Luis López Vázquez (Episodi 7)
- Juan Blanco com Advocat (Episodi 8)
- Eva Martín com Jutgessa (Episodi 8)
- Sofía Cristo com Professora del Col·legi (Episodi 8)

#### Amb la col·laboració especial de
- Francis Lorenzo com Fernando Arias-Salgado y Montalvo (Episodi 1; Episodi 4)

## Capítols
| Núm. | Títol                              | Direcció                          | Guió | Data d'emissió original |                      |
| ---- | ---------------------------------- | --------------------------------- | --- | ----------------------- | -------------------- |
| 1    | «La piel del domador»              | David Molina Encinas              | Daniel Écija, Andrés Martín Soto, Patricia Trueba, César Mendizábal, Iñaki San Román i Ángel Gasco-Coloma | 8 de novembre de 2023   | 15 de gener de 2023  |
| 2    | «No me quieren»                    | David Molina Encinas y Manu Gómez | Daniel Écija, Andrés Martín Soto, Patricia Trueba, César Mendizábal i Iñaki San Román                     | 15 de novembre de 2023  | 15 de gener de 2023  |
| 3    | «A un rey no se le deja»           | David Molina Encinas y Manu Gómez | Daniel Écija, Andrés Martín Soto, Patricia Trueba, César Mendizábal e Iñaki San Román                     | 22 de novembre de 2023  | 22 de gener de 2023  |
| 4    | «Para toda la vida»                | David Molina Encinas y Manu Gómez | Daniel Écija, Andrés Martín Soto, Patricia Trueba, César Mendizábal e Iñaki San Román                     | 29 de novembre de 2023  | 29 de gener de 2023  |
| 5    | «Una leona en la jaula»            | David Molina Encinas y Manu Gómez | Daniel Écija, Andrés Martín Soto, Patricia Trueba, César Mendizábal e Iñaki San Román                     | 6 de desembre de 2023   | 5 de febrer de 2023  |
| 6    | «La puta del rey»                  | David Molina Encinas i Manu Gómez | Daniel Écija, Andrés Martín Soto, Patricia Trueba, César Mendizábal e Iñaki San Román                     | 13 de desembre de 2023  | 12 de febrer de 2023 |
| 7    | «Una noche Bárbara»                | David Molina Encinas              | Daniel Écija, Andrés Martín Soto, Patricia Trueba, César Mendizábal e Iñaki San Román                     | 20 de desembre de 2023  | 19 de febrer de 2023 |
| 8    | «La única fiera que no pude domar» | David Molina Encinas              | Daniel Écija, Andrés Martín Soto, Patricia Trueba, César Mendizábal e Iñaki San Román                     | 27 de desembre de 2023  | 26 de febrer de 2023 |

## Producció
A l'abril de 2021, el productor Daniel Écija va anunciar que estava preparant una sèrie sobre la relació entre Ángel Cristo i Bárbara Rey, en aquells dies en procés de guió, i que estava negociant amb algunes cadenes i plataformes per a la seva producció i distribució. Al desembre de 2021, Antena 3 va confirmar que havia agafat el projecte, finalment titulat Cristo y Rey, i que també estaria a Atresplayer Premium. En febrer de 2022, Jaime Lorente i Belén Cuesta van ser anunciats com els actors que interpretaran als protagonistes homònims, i més endavant, Adriana Torrebejano va ser confirmada com la que interpretarà la periodista Chelo García-Cortés. Al juny de 2022, després que tot el repartiment s'hagués confirmat al maig de 2022, es va anunciar per sorpresa que Jesús Castro interpretarà de manera recurrent a Paquirri.
El rodatge de la sèrie va començar al maig de 2022.

## Llançament
El 7 de setembre de 2022, Antena 3 va presentar la sèrie al FesTVal i va treure el seu tràiler i primeres imatges. A l'octubre de 2022, Atresplayer Premium va llançar el pòster i va anunciar que arribaria a la plataforma al gener de 2023, per a després emetre's en Antena 3 una vegada acabi el seu recorregut. El 5 de desembre de 2022, aquesta data es va concretar com el 15 de gener de 2023.